# AAA (компьютерные игры)
AAA (triple-A, читается «трипл-эй») — неформальный термин, обозначающий класс высокобюджетных компьютерных игр. Термин «AAA-игра» используется в индустрии компьютерных игр для обозначения наиболее высокобюджетных компьютерных игр, рассчитанных на массовую аудиторию и требующих огромных затрат как на саму разработку игры, так и на её маркетинг, в первую очередь, рекламную кампанию ко времени выхода. Разработка AAA-игр связана с высокими экономическими рисками, поскольку окупаемость игры требует продажи огромного числа копий. Это понятие аналогично термину «блокбастер» из киноиндустрии.

## История
Термин «AAA» начал использоваться в конце 1990-х годов, когда некоторые американские разработчики видеоигр начали включать его в пользовательские соглашения.
К седьмому поколению игровых консолей (конец 2000-х) разработка игр AAA-класса для Xbox 360 и PlayStation 3 обычно обходилась в пару десятков миллионов долларов (от 15 до 20), однако бюджет некоторых сиквелов заметно превышал эти величины — так, бюджет Halo 3 оценивается в 30 миллионов долларов на разработку и 40 миллионов долларов на маркетинг. Согласно белой книге, опубликованной EA Games, на седьмом поколении виден спад количества компаний, разрабатывающих AAA-тайтлы, примерно со 125 до 25, однако наблюдается соответствующее четырёхкратное повышение трудозатрат, требуемых для создания игр такого класса.
В это время AAA-игры сопровождались маркетинговыми кампаниями такого же уровня, какие проводились для фильмов-блокбастеров. Выход игр сопровождался рекламой на телевидении, афишах и в газетах; в целях снижения рисков повышался упор на сиквелы, переиздания и связанную с франшизами интеллектуальную собственность. К концу седьмого поколения консолей стоимость отдельных игр возросла до сотен миллионов долларов, и их бюджеты сравнялись с бюджетами голливудских фильмов-блокбастеров: например, Grand Theft Auto V оценивается в 265 миллионов долларов. Эти условия привели к расцвету индустрии низкобюджетных инди-игр, где низкая стоимость разработки способствовала инновациям и принятию рисков. К 2010-м годам поляризация рынка, движение в сторону либо массовых дорогостоящих AAA-игр, либо дешёвых, но нишевых инди-игр привела к упадку игр «среднего» класса, с бюджетами большими, чем у инди-игр, но меньшими, чем у ААА; так, в 2011 году глава Epic Games Клифф Блезински заявлял, что средний класс компьютерных игр «мёртв», и что игры в этой категории, если они ничем не выделяются на фоне других, ждёт коммерческий провал.
Выход восьмого поколения игровых консолей (PlayStation 4, Xbox One, Wii U) показал дальнейший рост стоимости и необходимых трудозатрат — в компании Ubisoft в разработке AAA-игр с открытым миром было задействовано от 400 до 600 человек из разных стран.
Низкая рентабельность заставляет издателей искать альтернативные бизнес-модели, в которых игроки продолжают вносить доход после покупки, в том числе приобретением премиум-аккаунтов, DLC, онлайн-абонементов и других видов подписки. В середине 2010-х крупные игровые издатели начали фокусироваться на играх, рассчитанных на длинный хвост прибыли от отдельных потребителей, что приближает их к ММО-играм. Сюда входят игры с дополнениями или сезонными абонементами (англ. season pass), например, Destiny или серии игр Battlefield и Call of Duty; или же игры с внутриигровыми покупками, иногда чисто косметическими, например, Overwatch или League of Legends. Игры этого типа иногда называют «AAA+».

## Критика
В период перехода с седьмого на восьмое поколения консолей стоимость разработки AAA-игр рассматривалась как угроза стабильности индустрии. Несколько крупных игровых компаний сообщали о прибылях в несколько процентов; провал одной игры с учётом стоимости её разработки мог привести к закрытию студии — так, Radical Entertainment была закрыта родительской компанией Activision, посчитавшей выпущенную игру Prototype 2 коммерческим провалом, хотя за короткий промежуток времени после выпуска игры было продано более миллиона копий.
По мнению Джессики Кондитт, редактора Engadget, разработка AAA-игр связана с нехваткой инноваций и желанием копировать успешные игры прошлых лет: боящийся рисков AAA-разработчик вынужден опираться на мнения консультантов, изучающих рынок на протяжении многих лет и знающих, какие игры в прошлом продавались лучше всего — этим объясняется выпуск множества сиквелов, ремейков, игр определённых массовых жанров, таких, как шутеры от первого лица. Тем не менее, AAA-игры все же должны как-то меняться, балансируя между старым и новым, например, предоставляя игроку мир увеличенных размеров или новое оружие по сравнению с предыдущей игрой. Алекс Хатчинсон, руководитель разработки нескольких игр в Ubisoft, описывал модель AAA как потенциально пагубную, считая, что она может привести к появлению продуктов, нацеленных на максимальную прибыль, где реалистичность графики достигается в ущерб глубине проработки или геймплея.
Отмечается, что в процессе создания AAA-тайтлов разработчикам зачастую приходится работать на износ и сталкиваться с давлением на работе, что отрицательно влияет на их здоровье.

## Связанные термины

### AAA+ и AAAA
Различные компании могут использовать те или иные варианты термина, наподобие «AAA+» или «AAAA», чтобы показать, что выпускаемые ими игры чем-либо выделяются среди других AAA-игр. Так, термин «AAA+» использовался издателем CD Projekt для подчёркивания высокого качества анонсируемых игр. Аналогичным образом в 2012 году исполнительный продюсер Electronic Arts Стив Папуцис называл находящуюся тогда в разработке Dead Space 3 AAAA-игрой (quad-A), заявляя, что она по своему качеству должна намного превосходить стандарты индустрии, или Microsoft публиковала вакансии для найма разработчиков игр «AAAA-класса». Ubisoft применяла термин «AAAA» к таким играм, как Beyond Good & Evil 2 и Skull & Bones.
Также термин «AAA+» используется для образного описания AAA-игр, использующих дополнительные бизнес-модели, например, продающих дополнительные функции вдобавок к базовой стоимости игры. В 2016 году сайт GamesIndustry.biz описывал игры AAA+ как продукты, «совмещающие стоимость разработки AAA и эстетику принципа программного обеспечения как услуги для удержания игроков в течение нескольких месяцев или даже лет».

### Triple-I
Triple-I используется для описания независимо финансируемых инди-игр, приближающихся по стоимости или амбициям к играм класса AAA. В разработке III-игр нередко привлекаются разработчики, имеющие опыт создания AAA-проектов.
Примерами Triple-I-игр являются The Witness, Hellblade: Senua’s Sacrifice и Ancestors: The Humankind Odyssey.